# Osad czynny

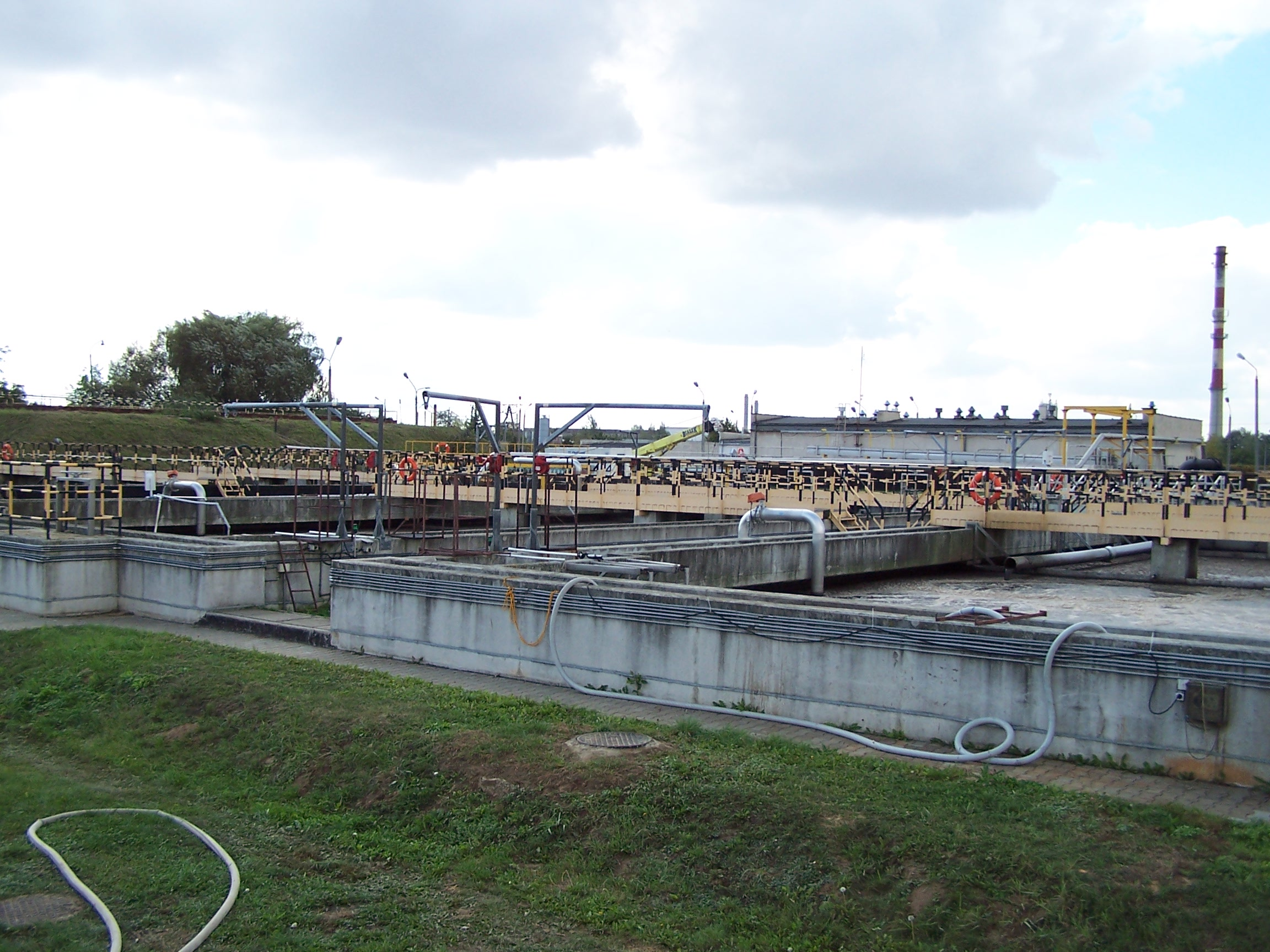
Reaktory biologiczne oparte na osadzie czynnym w miejskiej Oczyszczalni ścieków w Wieluniu

Osad czynny – żywa zawiesina bakterii heterotroficznych i pierwotniaków. Jest to kłaczkowata zawiesina zawierająca mikroorganizmy zdolne do prowadzenia:
- utleniania związków organicznych
- nitryfikacji
- denitryfikacji

lub wykazujących zdolność do nadmiernego kumulowania fosforu.
Oczyszczanie ścieków z udziałem osadu czynnego polega na:
- biosorpcji,

a następnie:
- utlenianiu lub redukcji wybranych zanieczyszczeń przez mikroorganizmy.

Podstawową rolą osadu czynnego w procesie oczyszczania ścieków jest wytwarzanie przez występujące w nim bakterie bardzo licznych enzymów (dehydrogenazy), które są katalizatorami wszelkich przemian, jakim podlegają związki chemiczne zawarte w ściekach, dlatego ważna jest wysoka aktywność enzymatyczna bakterii. Związki toksyczne hamują ich aktywność, ograniczając jednocześnie ich zdolność do oczyszczania ścieków.
Towarzyszącymi bakteriom mikroorganizmami są pierwotniaki. Wśród nich w osadzie czynnym spotykane są wiciowce, korzenionóżki oraz orzęski. Ich rola jest drugoplanowa, lecz ważna:
- są one wskaźnikiem jakości oczyszczania ścieków osadem czynnym
- pierwotniaki, które odżywiają się komórkami bakteryjnymi, zmuszają bakterie do namnażania, przez co stają się czynnikiem odmładzającym i uaktywniającym osad czynny
- w osadniku wtórnym pierwotniaki klarują ścieki, przez pożeranie wolno pływających bakterii.

Między populacją wiciowców i orzęsków panuje odwrotna zależność. Duża liczba wiciowców wskazuje na przeciążenie osadu, natomiast orzęski wskazują na prawidłowe warunki dla osadu czynnego.
Pęcznienie osadu czynnego występuje przy nadmiernym ładunku zanieczyszczeń, na skutek rozwoju i silnej dominacji bakterii nitkowatych. Spęczniały osad nie miesza się ze ściekami i pływa po powierzchni.